# Остеотом

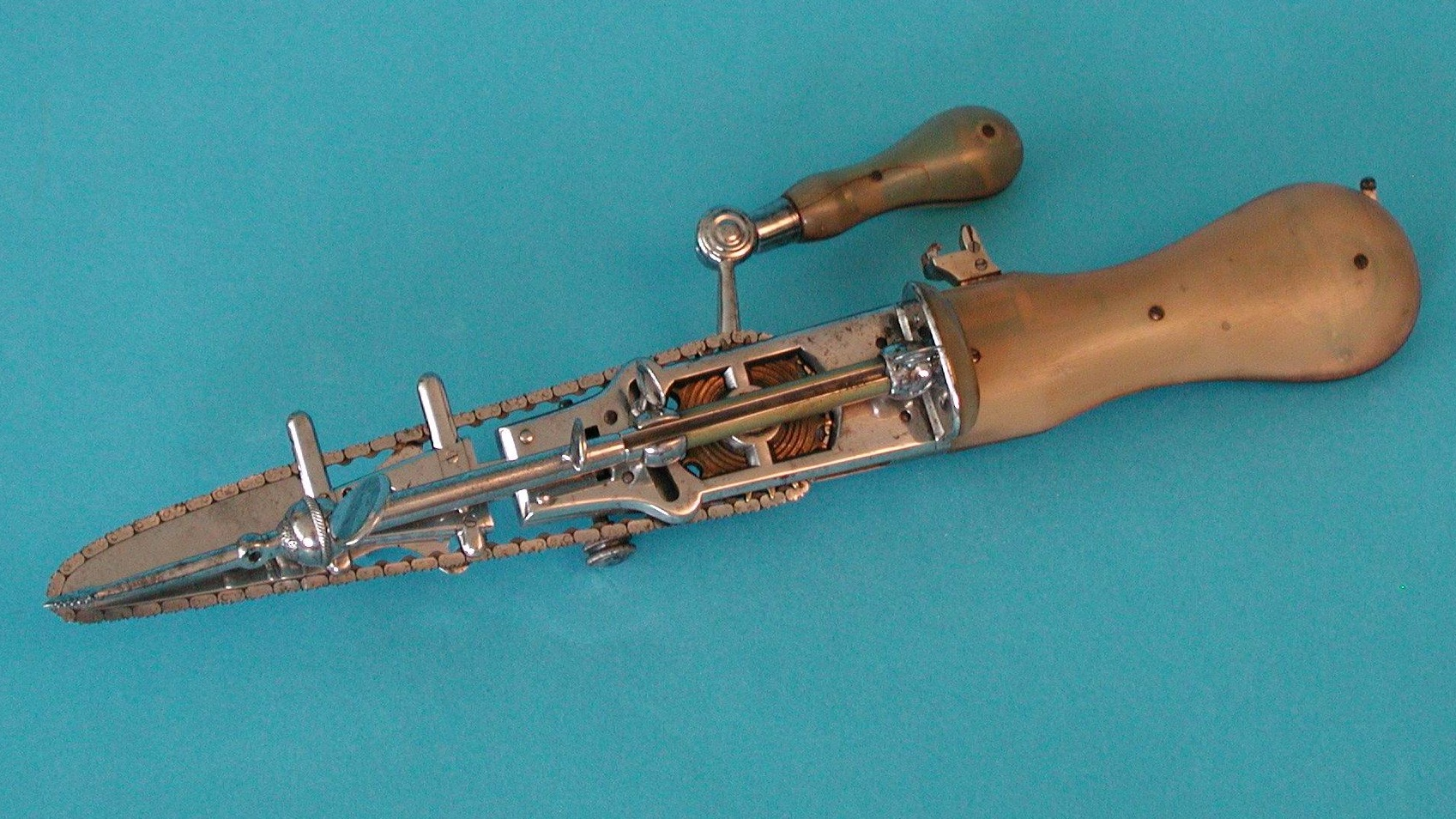
Ручная цепная пила для костей Бернарда Хейне

Остеотом (лат. osteotome) — хирургический инструмент, применяемый для рассечения кости (см. ст. Остеотомия). В наши дни обычный остеотом преимущественно применяется в стоматологии при имплантации зубов.
Цепной остеотом был изобретен в 1830 году немецким физиологом Бернардом Хейне в городе Вюрцбург. Это изобретение использовалось для трепанации черепа. Принцип действия похож на цепную пилу, только приводится в движение вращением ручки. Остеотом Гейне в хирургии больше не применяется.

## Изображения

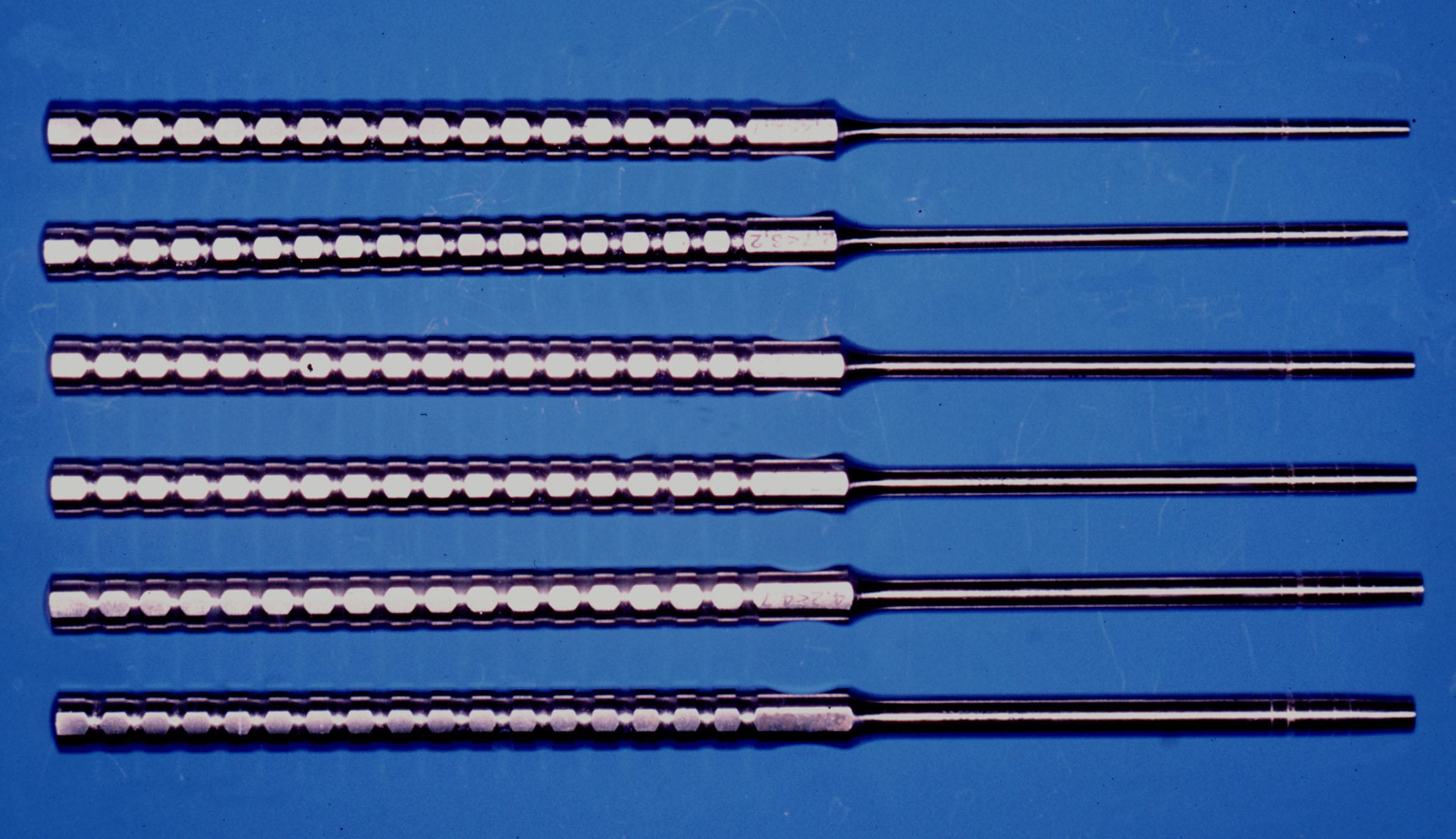
Стоматологические остеотомы
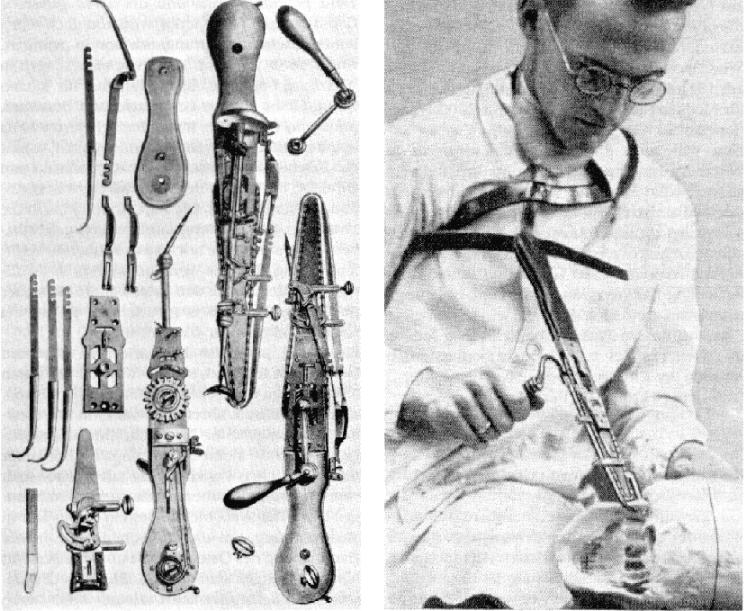
Детали цепного инструмента и пример использования